# Unione Sportiva Alessandria Calcio 1912 2010-2011
Questa voce raccoglie le informazioni riguardanti l'Unione Sportiva Alessandria Calcio 1912 nelle competizioni ufficiali della stagione 2010-2011.

## Stagione
Nella stagione 2010-2011 l'Unione Sportiva Alessandria Calcio 1912 ha disputato il quattordicesimo campionato di Lega Pro Prima Divisione (Serie C1) della sua storia. Con 55 punti ha colto il terzo posto, con due punti di penalizzazione. Il torneo è stato vinto con 65 punti dal Gubbio che sale in Serie B, diretto. La seconda promossa è stato l'Hellas Verona che ha vinto i Play-off. I Grigi allenati da Maurizio Sarri hanno perso la doppia semifinale dei Play-off contro la Salernitana. Stefano Scappini con 13 reti è stato il miglior realizzatore di stagione dell'Alessandria. L'Alessandria partecipa alla Coppa Italia nazionale nel primo turno supera (6-0) la Santegidiese, nel secondo turno esce dal torneo sconfitta a Reggio Calabria (1-0) dalla Reggina. Nella Coppa Italia di Lega Pro subito fuori (2-1) per mano della Pro Vercelli.
Come contrappasso dell'ottima stagione giocata sul campo dai Grigi, al termine della stagione finisce dopo una sola annata la presidenza di Giorgio Veltroni, ma seguita da vicende giudiziarie e relative al caso Scommessopoli, sono costate all'Alessandria la retrocessione nel campionato di Lega Pro Seconda Divisione per la stagione 2011-2012.

## Divise e sponsor
Il fornitore ufficiale di materiale tecnico per la stagione 2010-11 fu Macron, mentre lo sponsor di maglia fu Alegas.
| 1ª divisa | 2ª divisa | 3ª divisa |

## Organigramma societario
Area direttiva
- Presidente: Giorgio Veltroni
- Vicepresidente: Ilaria Veltroni
- Direttore generale: Giovanni Minetti

Area organizzativa
- Segretario generale: Paolo Borasio
- Consigliere: Francesco Cardini
- Responsabile organizzativo, comunicazione e marketing: Marcello Marcellini
- Addetto all'ufficio segreteria: Stefano Toti

Area comunicazione
- Addetto stampa: Gigi Poggio
- Addetto all'arbitro e al settore giovanile: Gianni Tagliafico

Area tecnica
- Responsabile: Nario Cardini
- Allenatore: Maurizio Sarri
- Allenatore in seconda: Francesco Calzona* Preparatore atletico: Francesco Bertini
- Preparatore dei portieri: Alessandro Zampa
- Osservatore: Dante Tortonese

Area sanitaria
- Medico sociale: Biagio Polla e Guido Ferraris
- Massaggiatore: Luigi Marostica

## Rosa
| N. |                   | Ruolo | Calciatore         |
| -- | ----------------- | ----- | ------------------ |
|    | Italia (bandiera) | P     | Alessandro Cicutti |
|    | Italia (bandiera) | P     | Simone Colombi     |
|    | Italia (bandiera) | P     | Juri De Marco      |
|    | Italia (bandiera) | P     | Andrea Servili     |
|    | Italia (bandiera) | D     | Mirko Barbagli     |
|    | Italia (bandiera) | D     | Simone Bonomi      |
|    | Italia (bandiera) | D     | Fabio Caiazzo      |
|    | Italia (bandiera) | D     | Vincenzo Cammaroto |
|    | Italia (bandiera) | D     | Simone Ciancio     |
|    | Italia (bandiera) | D     | Tommaso Ghinassi   |
|    | Italia (bandiera) | D     | Stefano Procida    |
|    | Italia (bandiera) | D     | Raffaele Pucino    |
|    | Italia (bandiera) | D     | Samuele Romeo      |
|    | Italia (bandiera) | C     | Raffaele Biava     |

| N. |                    | Ruolo | Calciatore              |
| -- | ------------------ | ----- | ----------------------- |
|    | Brasile (bandiera) | C     | Rafael Bondi            |
|    | Italia (bandiera)  | C     | Cristiano Camillucci    |
|    | Italia (bandiera)  | C     | Daniele Croce           |
|    | Italia (bandiera)  | C     | André Cuneaz            |
|    | Italia (bandiera)  | C     | Loris Damonte           |
|    | Uruguay (bandiera) | C     | Bryan Machado Pineda    |
|    | Italia (bandiera)  | C     | Mattia Marchesetti      |
|    | Italia (bandiera)  | C     | Roberto Menassi         |
|    | Italia (bandiera)  | C     | Matteo Negrini          |
|    | Italia (bandiera)  | C     | Gianluca Segarelli      |
|    | Italia (bandiera)  | A     | Fabio Artico (capitano) |
|    | Italia (bandiera)  | A     | Marco Martini           |
|    | Italia (bandiera)  | A     | Matteo Pasino           |
|    | Italia (bandiera)  | A     | Stefano Scappini        |

## Calciomercato

### Sessione estiva
| Acquisti | Acquisti             | Acquisti      | Acquisti         |
| R.       | Nome                 | da            | Modalità         |
| -------- | -------------------- | ------------- | ---------------- |
| P        | Simone Colombi       | Atalanta      | prestito         |
| D        | Simone Bonomi        | Perugia       | parametro zero   |
| D        | Simone Ciancio       | Sampdoria     | riscatto         |
| D        | Tommaso Ghinassi     | Cittadella    | comproprietà     |
| D        | Samuele Romeo        | Palermo       | prestito         |
| C        | Cristiano Camillucci | Ancona        | parametro zero   |
| C        | André Cuneaz         | Juventus      | definitivo       |
| C        | Bryan Machado Pineda | LVPA Frascati | definitivo       |
| C        | Loris Damonte        | Genoa         | rinnovo prestito |
| C        | Mattia Marchesetti   | Mantova       | parametro zero   |
| C        | Roberto Menassi      | Perugia       | parametro zero   |
| C        | Matteo Negrini       | Ternana       | definitivo       |
| C        | Gianluca Segarelli   | Cesena        | definitivo       |
| A        | Marco Martini        | Perugia       | parametro zero   |
| A        | Stefano Scappini     | Ravenna       | prestito         |

| Cessioni | Cessioni                | Cessioni       | Cessioni       |
| R.       | Nome                    | a              | Modalità       |
| -------- | ----------------------- | -------------- | -------------- |
| P        | Francesco Lorenzon      | Cuneo          | prestito       |
| D        | Shadi Ghosheh           | Bassano Virtus | fine prestito  |
| D        | Leonardo Moracci        | Chievo         | fine prestito  |
| D        | Andrea Signorini        | Genoa          | fine prestito  |
| C        | Mauro Briano            | Savona         | parametro zero |
| C        | Angelo Buglio           | Savona         | definitivo     |
| C        | Giacomo Chiazzolino     | Campobasso     | definitivo     |
| C        | Matteo Longhi           | Cuneo          | definitivo     |
| C        | Marcelo Mateos Aparicio | Bassano Virtus | definitivo     |
| C        | Samon Reider Rodriguez  | Juventus       | fine prestito  |
| A        | Daniele Rosso           | Pro Patria     | fine prestito  |

### Tesseramento svincolati
| C | Raffaele Biava |
| C | Daniele Croce  |

### Sessione invernale
| Acquisti | Acquisti        | Acquisti         | Acquisti       |
| R.       | Nome            | da               | Modalità       |
| -------- | --------------- | ---------------- | -------------- |
| P        | Juri De Marco   | Forza e Coraggio | definitivo     |
| D        | Mirko Barbagli  | svincolato       | definitivo     |
| D        | Stefano Procida | Ternana          | definitivo     |
| C        | Rafael Bondi    | Grosseto         | parametro zero |

| Cessioni | Cessioni           | Cessioni | Cessioni      |
| R.       | Nome               | a        | Modalità      |
| -------- | ------------------ | -------- | ------------- |
| P        | Alessandro Cicutti | Savona   | definitivo    |
| P        | Simone Colombi     | Atalanta | fine prestito |

## Risultati

### Prima Divisione

#### Girone di andata
| Arbitro: | Carbone (Napoli) |

|             |           |            |
| Lazzaro 67’ | Marcatori | 19’ Artico |

| Arbitro: | Bietolini (Firenze) |

|                   |           |  |
| Artico 75’ (rig.) | Marcatori |  |

| Arbitro: | Gavillucci (Latina) |

|                       |           |  |
| F. Ferrari 27’ (rig.) | Marcatori |  |

| Alessandria 12 settembre 2010, ore 15:00 CEST 4ª giornata | Alessandria           | 0 – 0 referto | Como | Stadio Giuseppe Moccagatta (1.924 spett.)\| Arbitro: \| Intagliata (Siracusa) \| |
| Arbitro:                                                  | Intagliata (Siracusa) |               |      |                                                                                  |

| Arbitro: | Merlino (Udine) |

|                |           |  |
| Vicedomini 27’ | Marcatori |  |

| Arbitro: | Benassi (Bologna) |

|                                 |           |  |
| Martini 61’ Scappini 89’ (rig.) | Marcatori |  |

| Arbitro: | Barbeno (Brescia) |

|            |           |                            |
| Marchi 85’ | Marcatori | 61’ Camillucci 67’ Damonte |

| Arbitro: | Saia (Palermo) |

|                                      |           |                                         |
| Scappini 15’ Martini 17’ Damonte 70’ | Marcatori | 68’ Togni 75’ (rig.) Paulinho 85’ Manco |

| Arbitro: | Pasqua (Tivoli) |

|                              |           |  |
| Hallfreðsson 50’ Le Noci 59’ | Marcatori |  |

| Arbitro: | Borriello (Mantova) |

|  |           |            |
|  | Marcatori | 90’ Artico |

| Arbitro: | De Faveri (San Donà di Piave) |

|  |           |              |
|  | Marcatori | 59’ Guidetti |

| Arbitro: | Irrati (Pistoia) |

|             |           |                |
| Mammetti 8’ | Marcatori | 90+1’ Scappini |

| Arbitro: | Coccia (San Benedetto del Tronto) |

|                                      |           |            |
| Martini 53’ Damonte 76’ Scappini 90’ | Marcatori | 71’ Ragusa |

| Arbitro: | Di Paolo (Avezzano) |

|                 |           |            |
| A. Ferretti 86’ | Marcatori | 81’ Artico |

| Alessandria 28 novembre 2009, ore 14:30 CET 15ª giornata | Alessandria     | 0 – 0 referto | Monza | Stadio Giuseppe Moccagatta (1.037 spett.)\| Arbitro: \| De Meo (Foggia) \| |
| Arbitro:                                                 | De Meo (Foggia) |               |       |                                                                            |

| Arbitro: | Del Giovane (Albano Laziale) |

|          |           |             |
| Šmit 81’ | Marcatori | 47’ Negrini |

| Arbitro: | Aureliano (Bologna) |

|              |           |  |
| Scappini 87’ | Marcatori |  |

#### Girone di ritorno
| Arbitro: | Viti (Campobasso) |

|                                     |           |            |
| Martini 50’ Scappini 68’ Artico 90’ | Marcatori | 76’ Casoli |

| Arbitro: | Bolano (Livorno) |

|              |           |             |
| Sambugaro 4’ | Marcatori | 33’ Damonte |

| Arbitro: | Barbiero (Vicenza) |

|              |           |                |
| Scappini 38’ | Marcatori | 25’ F. Ferrari |

| Como 23 gennaio 2011, ore 14:30 CET 21ª giornata | Como                              | 0 – 0 referto | Alessandria | Stadio Giuseppe Sinigaglia (955 spett.)\| Arbitro: \| Gallo (Barcellona Pozzo di Gotto) \| |
| Arbitro:                                         | Gallo (Barcellona Pozzo di Gotto) |               |             |                                                                                            |

| Arbitro: | Soricaro (Barletta) |

|            |           |  |
| Artico 90’ | Marcatori |  |

| Arbitro: | Santonocito (Abbiategrasso) |

|          |           |  |
| Daud 15’ | Marcatori |  |

| Alessandria 20 febbraio 2011, ore 14:30 CET 24ª giornata | Alessandria           | 0 – 0 referto | Südtirol | Stadio Giuseppe Moccagatta (1.198 spett.)\| Arbitro: \| Abbattista (Molfetta) \| |
| Arbitro:                                                 | Abbattista (Molfetta) |               |          |                                                                                  |

| Arbitro: | Di Bello (Brindisi) |

|                                          |           |                                      |
| Paulinho 41’, 89’ Terra 68’ Corsetti 70’ | Marcatori | 20’ Scappini 31’ Martini 43’ Damonte |

| Arbitro: | Borriello (Mantova) |

|                        |           |                       |
| Martini 55’ Artico 89’ | Marcatori | 51’ (rig.) N. Ferrari |

| Arbitro: | Bindoni (Venezia) |

|                   |           |                 |
| Scappini 24’, 59’ | Marcatori | 79’ Sciaccaluga |

| Arbitro: | Viti (Campobasso) |

|             |           |  |
| Temelin 90’ | Marcatori |  |

| Arbitro: | Ripa (Nocera Inferiore) |

|                              |           |            |
| Scappini 67’ Marchesetti 68’ | Marcatori | 9’ Marconi |

| Arbitro: | Irrati (Pistoia) |

|          |           |              |
| Ayres 4’ | Marcatori | 14’ Scappini |

| Arbitro: | Minelli (Varese) |

|                        |           |  |
| Bondi 63’ Scappini 70’ | Marcatori |  |

| Arbitro: | Ros (Pordenone) |

|                          |           |  |
| Ðoković 19’ M. Ricci 59’ | Marcatori |  |

| Arbitro: | Sguizzato (Verona) |

|            |           |  |
| Damonte 5’ | Marcatori |  |

| Arbitro: | Bellutti (Trento) |

|  |           |           |
|  | Marcatori | 52’ Croce |

### Play-off
| Arbitro: | Di Paolo (Avezzano) |

|           |           |             |
| Ayres 65’ | Marcatori | 34’ Martini |

| Arbitro: | Viti (Campobasso) |

|             |           |                                  |
| Martini 61’ | Marcatori | 66’ (rig.), 73’ Carrus 90’ Ayres |

### Coppa Italia

#### Turni preliminari
| Arbitro: | Brasi (Seregno) |

|                                                    |           |  |
| Cammaroto 4’ Artico 22’ Martini 37’, 45’, 58’, 70’ | Marcatori |  |

| Arbitro: | Doveri (Roma) |

|             |           |  |
| Zizzari 52’ | Marcatori |  |

### Coppa Italia Lega Pro

#### Fase 1 ad eliminazione diretta
| Arbitro: | Colasanti (Grosseto) |

|                             |           |              |
| M. Corradi 18’ Disabato 20’ | Marcatori | 16’ Scappini |

## Statistiche

### Statistiche di squadra
| Competizione             | Punti   | In casa | In casa | In casa | In casa | In casa | In casa | In trasferta | In trasferta | In trasferta | In trasferta | In trasferta | In trasferta | Totale | Totale | Totale | Totale | Totale | Totale | DR  |
| Competizione             | Punti   | G       | V       | N       | P       | Gf      | Gs      | G            | V            | N            | P            | Gf           | Gs           | G      | V      | N      | P      | Gf     | Gs     | DR  |
| ------------------------ | ------- | ------- | ------- | ------- | ------- | ------- | ------- | ------------ | ------------ | ------------ | ------------ | ------------ | ------------ | ------ | ------ | ------ | ------ | ------ | ------ | --- |
| Lega Pro Prima Divisione | 55 (-2) | 17      | 11      | 5       | 1       | 24      | 10      | 17           | 4            | 7            | 6            | 16           | 18           | 34     | 15     | 12     | 7      | 40     | 28     | +12 |
| Play-off                 |         | 1       | 0       | 0       | 1       | 1       | 3       | 1            | 0            | 1            | 0            | 1            | 1            | 2      | 0      | 1      | 1      | 2      | 4      | -2  |
| Coppa Italia             |         | 1       | 1       | 0       | 0       | 6       | 0       | 1            | 0            | 0            | 1            | 0            | 1            | 2      | 1      | 0      | 1      | 6      | 1      | +5  |
| Coppa Italia Lega Pro    | -       | -       | -       | -       | -       | -       |         | 1            | 0            | 0            | 1            | 1            | 2            | 1      | 0      | 0      | 1      | 1      | 2      | -1  |
| Totale                   | -       | 19      | 12      | 5       | 2       | 31      | 13      | 20           | 4            | 8            | 8            | 18           | 22           | 39     | 16     | 13     | 10     | 49     | 35     | +14 |

### Andamento in campionato
| Giornata  | 1  | 2 | 3 | 4 | 5 | 6 | 7 | 8 | 9 | 10 | 11 | 12 | 13 | 14 | 15 | 16 | 17 | 18 | 19 | 20 | 21 | 22 | 23 | 24 | 25 | 26 | 27 | 28 | 29 | 30 | 31 | 32 | 33 | 34 |
| --------- | -- | - | - | - | - | - | - | - | - | -- | -- | -- | -- | -- | -- | -- | -- | -- | -- | -- | -- | -- | -- | -- | -- | -- | -- | -- | -- | -- | -- | -- | -- | -- |
| Luogo     | T  | C | T | C | T | C | T | C | T | T  | C  | T  | C  | T  | C  | T  | C  | C  | T  | C  | T  | C  | T  | C  | T  | C  | C  | T  | C  | T  | C  | T  | C  | T  |
| Risultato | N  | V | V | N | P | V | V | N | P | V  | P  | N  | V  | N  | N  | N  | V  | V  | N  | N  | N  | V  | P  | N  | P  | V  | V  | P  | V  | N  | V  | P  | V  | V  |
| Posizione | 14 | 7 | 4 | 3 | 8 | 3 | 2 | 1 | 5 | 4  | 4  | 7  | 4  | 5  | 4  | 4  | 4  | 4  | 4  | 4  | 4  | 3  | 3  | 3  | 3  | 3  | 3  | 3  | 3  | 3  | 3  | 3  | 3  | 3  |

Legenda:

Luogo: C = Casa; T = Trasferta. Risultato: V = Vittoria; N = Pareggio; P = Sconfitta.

### Statistiche dei giocatori
| Giocatore         | Lega Pro Prima Divisione | Lega Pro Prima Divisione | Lega Pro Prima Divisione | Lega Pro Prima Divisione | Play-off | Play-off | Play-off    | Play-off   | Coppa Italia | Coppa Italia | Coppa Italia | Coppa Italia | Coppa Italia Lega Pro | Coppa Italia Lega Pro | Coppa Italia Lega Pro | Coppa Italia Lega Pro | Totale   | Totale | Totale      | Totale     |
| Giocatore         | Presenze                 | Reti                     | Ammonizioni              | Espulsioni               | Presenze | Reti     | Ammonizioni | Espulsioni | Presenze     | Reti         | Ammonizioni  | Espulsioni   | Presenze              | Reti                  | Ammonizioni           | Espulsioni            | Presenze | Reti   | Ammonizioni | Espulsioni |
| ----------------- | ------------------------ | ------------------------ | ------------------------ | ------------------------ | -------- | -------- | ----------- | ---------- | ------------ | ------------ | ------------ | ------------ | --------------------- | --------------------- | --------------------- | --------------------- | -------- | ------ | ----------- | ---------- |
| F. Artico         | 29                       | 7                        | 3                        | 0                        | 1        | 0        | 0           | 0          | 2            | 1            | 0            | 0            | -                     | -                     | -                     | -                     | 32       | 8      | 3           | 0          |
| M. Barbagli       | 5                        | 0                        | 0                        | 0                        | 1        | 0        | 2           | 1          | -            | -            | -            | -            | -                     | -                     | -                     | -                     | 6        | 0      | 2           | 1          |
| R. Biava          | 1                        | 0                        | 0                        | 0                        | -        | -        | -           | -          | -            | -            | -            | -            | -                     | -                     | -                     | -                     | 1        | 0      | 0           | 0          |
| R. Bondi          | 16                       | 1                        | 1                        | 0                        | 2        | 0        | 0           | 0          | -            | -            | -            | -            | -                     | -                     | -                     | -                     | 18       | 1      | 1           | 0          |
| S. Bonomi         | 28                       | 0                        | 5                        | 0                        | 1        | 0        | 1           | 0          | 1            | 0            | 0            | 0            | -                     | -                     | -                     | -                     | 30       | 0      | 6           | 0          |
| F. Caiazzo        | -                        | -                        | -                        | -                        | -        | -        | -           | -          | 1            | 0            | 0            | 0            | -                     | -                     | -                     | -                     | 1        | 0      | 0           | 0          |
| C. Camillucci     | 32                       | 1                        | 3                        | 0                        | 2        | 0        | 0           | 0          | 2            | 0            | 2            | 1            | 1                     | 0                     | 0                     | 0                     | 37       | 1      | 5           | 1          |
| V. Cammaroto      | 31                       | 0                        | 4                        | 0                        | 2        | 0        | 0           | 0          | 2            | 1            | 0            | 0            | -                     | -                     | -                     | -                     | 35       | 1      | 4           | 0          |
| S. Ciancio        | 8                        | 0                        | 3                        | 1                        | 1        | 0        | 0           | 0          | -            | -            | -            | -            | 1                     | 0                     | 0                     | 0                     | 10       | 0      | 3           | 1          |
| S. Colombi        | 2                        | -4                       | 0                        | 0                        | -        | -        | -           | -          | -            | -            | -            | -            | -                     | -                     | -                     | -                     | 2        | -4     | 0           | 0          |
| D. Croce          | 27                       | 1                        | 5                        | 0                        | 2        | 0        | 0           | 1          | -            | -            | -            | -            | 1                     | 0                     | 0                     | 0                     | 30       | 1      | 5           | 1          |
| A. Cuneaz         | 16                       | 0                        | 0                        | 0                        | -        | -        | -           | -          | 2            | 0            | 0            | 0            | 1                     | 0                     | 0                     | 0                     | 19       | 0      | 0           | 0          |
| L. Damonte        | 28                       | 6                        | 9                        | 0                        | 2        | 0        | 1           | 0          | 2            | 0            | 0            | 0            | 1                     | 0                     | 1                     | 0                     | 33       | 6      | 11          | 0          |
| T. Ghinassi       | 16                       | 0                        | 3                        | 0                        | 2        | 0        | 0           | 0          | 1            | 0            | 0            | 0            | 1                     | 0                     | 0                     | 0                     | 20       | 0      | 3           | 0          |
| B. Machado Pineda | 11                       | 0                        | 1                        | 0                        | -        | -        | -           | -          | 2            | 0            | 0            | 1            | -                     | -                     | -                     | -                     | 13       | 0      | 1           | 1          |
| M. Marchesetti    | 11                       | 1                        | 1                        | 1                        | -        | -        | -           | -          | -            | -            | -            | -            | 1                     | 0                     | 0                     | 0                     | 12       | 1      | 1           | 1          |
| R. Menassi        | 3                        | 0                        | 0                        | 0                        | -        | -        | -           | -          | -            | -            | -            | -            | -                     | -                     | -                     | -                     | 3        | 0      | 0           | 0          |
| M. Martini        | 33                       | 6                        | 5                        | 0                        | 2        | 2        | 0           | 0          | 2            | 4            | 0            | 0            | 1                     | 0                     | 0                     | 0                     | 38       | 12     | 5           | 0          |
| M. Negrini        | 30                       | 1                        | 5                        | 0                        | 2        | 0        | 0           | 0          | 2            | 0            | 1            | 0            | 1                     | 0                     | 1                     | 0                     | 35       | 1      | 7           | 0          |
| M. Pasino         | -                        | -                        | -                        | -                        | -        | -        | -           | -          | 1            | 0            | 0            | 0            | -                     | -                     | -                     | -                     | 1        | 0      | 0           | 0          |
| S. Procida        | 2                        | 0                        | 0                        | 0                        | -        | -        | -           | -          | -            | -            | -            | -            | -                     | -                     | -                     | -                     | 2        | 0      | 0           | 0          |
| R. Pucino         | 27                       | 0                        | 8                        | 1                        | 1        | 0        | 0           | 1          | 2            | 0            | 0            | 0            | 1                     | 0                     | 0                     | 0                     | 31       | 0      | 8           | 2          |
| S. Romeo          | 29                       | 0                        | 6                        | 0                        | 2        | 0        | 0           | 1          | 2            | 0            | 0            | 0            | 1                     | 0                     | 0                     | 0                     | 34       | 0      | 6           | 1          |
| S. Scappini       | 31                       | 13                       | 3                        | 0                        | 2        | 0        | 0           | 0          | -            | -            | -            | -            | 1                     | 1                     | 0                     | 0                     | 34       | 14     | 3           | 0          |
| G. Segarelli      | 25                       | 0                        | 2                        | 0                        | 1        | 0        | 0           | 0          | 2            | 0            | 0            | 0            | 1                     | 0                     | 0                     | 0                     | 29       | 0      | 2           | 0          |
| A. Servili        | 33                       | -24                      | 3                        | 1                        | 2        | -4       | 0           | 0          | 2            | -1           | 0            | 0            | 1                     | -2                    | 0                     | 0                     | 38       | -31    | 3           | 1          |